# دانشگاه نواکشوت

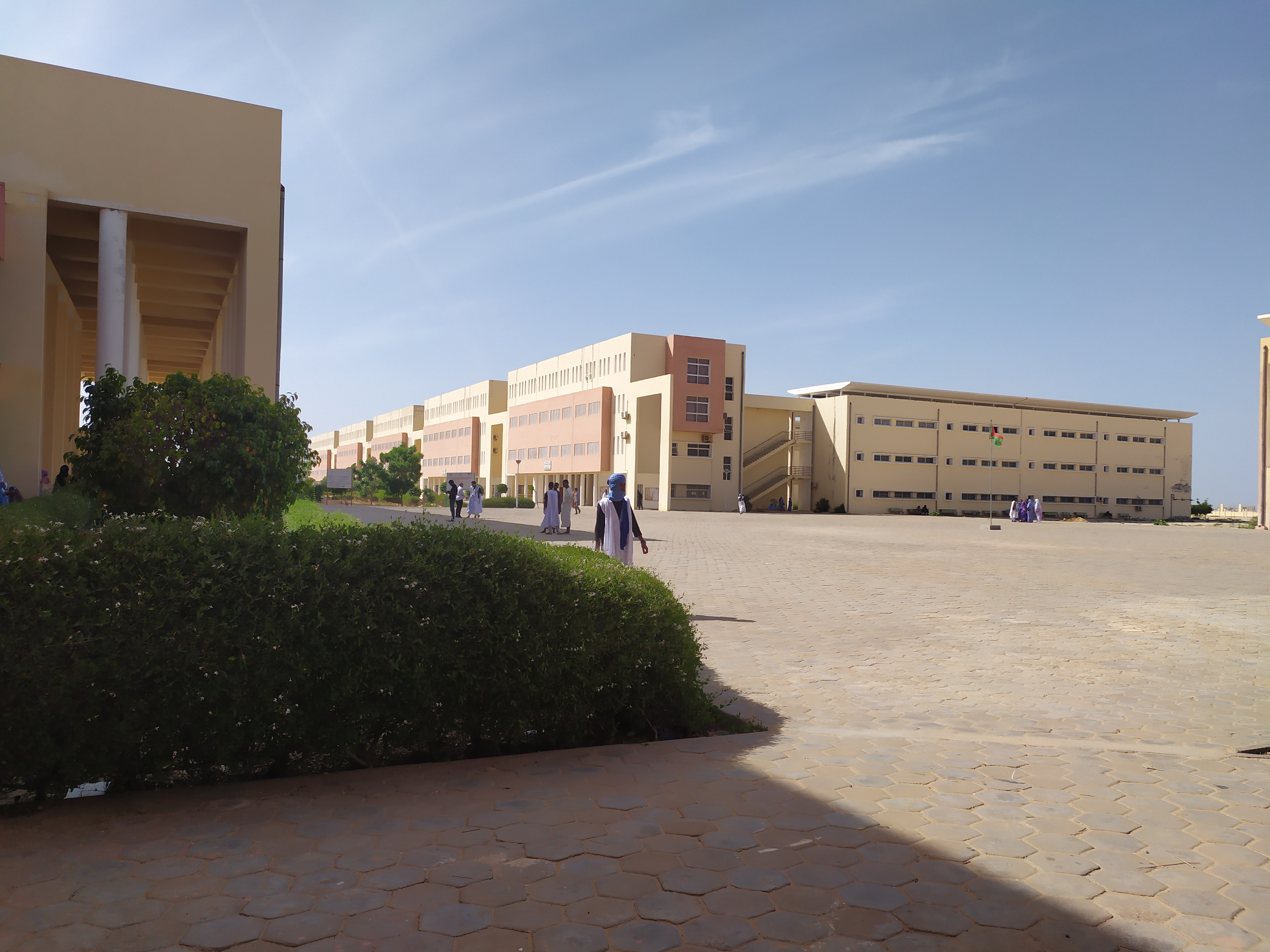
Université de Nouakchott یکی از بهترین دانشگاه های موریتانی است که جایگاه شایسته خود را در بین 5 موسسه آموزشی برتر کشور به خود اختصاص داده است. علیرغم اینکه یکی از جوان ترین مؤسسات آموزشی است، دانشگاه نواکشوت در رتبه بندی ملی موریتانی رتبه بندی می کند.

دانشگاه نواکشوت دانشگاهی دولتی در نواکشوت، موریتانی که در ۱۹۸۱ تأسیس شد.